# Punta Budden (Alpi Graie)
La Punta Budden (3.683 m s.l.m.) è una montagna del Massiccio del Gran Paradiso nelle Alpi Graie.
Si trova in Valle d'Aosta lungo la dorsale che dal Gran Paradiso conduce a nord verso la Grivola. Più nel dettaglio si trova tra la Becca di Montandayné e l'Herbétet.
Dalla montagna, nel versante verso la Valnontey (Val di Cogne), scende il Ghiacciaio del Tzasset. Nel versante verso la Valsavarenche scende il Ghiacciaio di Montandayné.